# Уэстминстер (Колорадо)
Уэ́стминстер (англ. Westminster) — город в округах Адамс и Джефферсон, штат Колорадо, США. С юго-востока вплотную граничит с крупнейшим городом штата и его административным центром — Денвером. Уэстминстер — 8-й по количеству жителей город штата и 248-й по этому показателю в США (на 2012 год). В 2006 году журнал «Деньги» поместил Уэстминстер на 24-е место в своём списке «Лучшие места для жизни в США».

## География
Уэстминстер расположен в центральной части штата у подножия Скалистых гор, поэтому его высота над уровнем моря составляет 1600—1680 метров. Общая площадь города — 87,8 км², из которых 5,99 км² составляют открытые водные пространства.
Уэстминстер обслуживают аэропорты Денвер и Роки-Маунтин. Через город проходят крупные автомагистрали I-25, US 36, US 287, SH 95, SH 121 и SH 128.

## История
В 1858 году в долине реки Саут-Платт было обнаружено золото, что привело к возникновению локальной «золотой лихорадки» и появлению первых временных строений на месте будущего Уэстминстерра. В 1870 году в поселении появилось первое капитальное строение с прилегающими угодьями в 160 акров, принадлежащее некому Плизанту ДеСпейну, поэтому вскоре эта территория стала зваться Деспейн-Джанкшен. В 1881 году в посёлке появилось железнодорожное депо. В 1885 году в поселение прибыл агент по недвижимости из Коннектикута по имени Си. Дж. Гаррис, который начал скупать местную недвижимость «крупными партиями», поэтому вскоре посёлок стали звать Гаррис, в то же время многие называли его Дарелл-Парк. В 1891 году началось строительство Уэстминстерского за́мка. 24 мая 1911 года населённый пункт был инкорпорирован, получил статус города (town) и своё нынешнее имя в честь своего за́мка.

## Достопримечательности
- Уэстминстерский замок[англ.] («Большой красный замок», «Колонна огня») — университет, построен в 1892 году, с 1979 года внесён в Национальный реестр исторических мест США.
- Уэстминстерский торговый центр[англ.] — открыт в 1977 году[7], снесён в 2011 году[8].

- Уэстминстерский замок[англ.]
- С западной окраины города видны Скалистые горы

## Демография
Население
Самый резкий скачок в численности населения города произошёл в 1950-х годах — тогда за десятилетие число жителей увеличилось более чем в семь раз. В 1999 году город преодолел рубеж в 100 000 жителей. По оценкам 2019 года население города составляло 113 166 человек.
Расовый состав (2000)
- белые — 84,2 %
- азиаты — 5,5 %
- негры и афроамериканцы — 1,2 %
- коренные американцы — 0,7 %
- уроженцы Гавайев и тихоокеанских островов — 0,1 %
- прочие расы — 5,5 %
- смешанные расы — 2,8 %
- латиноамериканцы (любой расы) — 15,2 %